# Here (三上ちさこのアルバム)
『Here』（ヒアー）は、三上ちさこの2枚目のソロ・アルバム。

## 解説
- シングル「相対形」、c/w「神の樹」のアルバムバージョンを含む。
- ROVOの益子樹、ストロークスとの仕事で知られるTOSHI等がエンジニアとして、また、N.Yアンダーグラウンドの新星Erik Paparozzi、TV on the RadioのJareelなどが演奏で参加。

## 収録曲
| 全作詞・作曲: 三上ちさこ。 |                                  |            |            |      |
| #                          | タイトル                         | 作詞       | 作曲・編曲 | 時間 |
| 1.                         | 「解放区」                       | 三上ちさこ | 三上ちさこ | 5:34 |
| 2.                         | 「相対形（アルバムバージョン）」 | 三上ちさこ | 三上ちさこ | 4:31 |
| 3.                         | 「神の樹（アルバムバージョン）」 | 三上ちさこ | 三上ちさこ | 6:31 |
| 4.                         | 「INSANE」                       | 三上ちさこ | 三上ちさこ | 3:32 |
| 5.                         | 「処方箋」                       | 三上ちさこ | 三上ちさこ | 3:36 |
| 6.                         | 「3 set」                        | 三上ちさこ | 三上ちさこ | 3:15 |
| 7.                         | 「Here」                         | 三上ちさこ | 三上ちさこ | 3:15 |
| 8.                         | 「Yes」                          | 三上ちさこ | 三上ちさこ | 5:10 |
| 9.                         | 「望」                           | 三上ちさこ | 三上ちさこ | 4:30 |
| 10.                        | 「再起動」                       | 三上ちさこ | 三上ちさこ | 3:44 |
| 11.                        | 「Pendulum」                     | 三上ちさこ | 三上ちさこ | 3:01 |

| スタブアイコン | サブスタブ | この項目は、まだ閲覧者の調べものの参照としては役立たない、アルバムに関連した書きかけの項目です。この項目を加筆・訂正などしてくださる協力者を求めています（P:音楽/PJ:アルバム）。 |